# Chârvâka
Charvaka (sanskrit, IAST: Cārvāka, en devanagari : चार्वाक ; prononcé « tchârvâka »; veut dire « paroles douces » ou encore « au verbe agréable ») est le nom d'un penseur indien du VIIe ou  VIe siècle av. J.-C., mais aussi de son système de pensée connu également sous le nom de Lokāyata, de loka, le monde, soit la seule chose qui existe véritablement. C'est une philosophie souvent décrite comme matérialiste, sceptique mais dont les thèses principales sont surtout des remises en question de la réincarnation et de la rétribution karmique. Selon les différentes acceptions, il s'agirait d'un mouvement athée, nihiliste et hédoniste qui refuse les doctrines traditionnelles (comme celles du rendement des rituels, etc.) et n'admet que la perception comme moyen de connaissance.
Ce penseur appartient à la génération qui remet en cause le brahmanisme par sa négation de l'existence des dieux védiques d'où découlent les rites sacrificiels, à l'instar du jaïnisme et du bouddhisme.
Cārvāka est aussi le nom d'un rakshasa dans le Mahabharata.

## Origine historique
Aucun des textes originaux de cette école - en particulier le Bârhaspatyasûtra, aussi connu sous le nom de Lokâyatasûtra - n'a été préservé, probablement détruits par leurs adversaires brahmanes qui les avaient combattus. Ses principales idées nous sont connues seulement via des fragments cités par ses adversaires hindous et bouddhistes qui en firent la critique dans leurs écrits, parmi lesquels la Chāndogya Upaniṣad, le Mahābhārata (Shalya-parva et Shânti-parva), la pièce Prabodhachandrodaya de Krishnamishra, le Sarvadarshanasamgraha (Résumé des conclusions de toutes les doctrines) de Madhva, le Nyâyasûtrabhâshya d'Akshapâda Pakshilasvâmin, la Nyayakandali de Shrîdhara, la Nyāyamanjarî de Jayanta et la bhāmatī de Vâchaspatimishra.
En usage plus général, c'est un système de philosophie indienne qui soutient le scepticisme et refuse les doctrines traditionnelles (comme celles de réincarnation, rendement des rituels, etc.).

## Doctrine
Selon la philosophie du Charvaka, toute connaissance dérive des sens, les écrits religieux n'ont aucun sens et sont du bavardage infantile. Pour les partisans les plus extrêmes de cette pensée, le raisonnement n'est pas une voie de connaissance du monde. Seule la perception importe et ce qui ne peut être perçu n'existe pas, en particulier un autre monde différent de celui offert par les sens. En cela, ils réfutent un concept comme celui de la mâyâ. Les Charvaka croient que le monde est composé de quatre éléments : la terre, l'eau, le feu et l'air, et tout ce qui existe dans le monde en est la composition, y compris la conscience, et que la libération est la destruction du corps, la mort étant la fin de tout, matière et conscience. Parmi les quatre buts de la vie décrits par les philosophes hindous, les chârvâkas (selon leurs détracteurs, seule source connue) considèrent que l'artha, l'enrichissement, et le kâma, la satisfaction des passions, sont les deux seuls buts légitimes, rejetant le dharma, le devoir envers l'équilibre du monde, et le moksha, la libération finale de l'âme individuelle.
Charvaka et ses disciples étaient végétariens, car leur maître considérait que la consommation de chair animale était une pratique bonne seulement pour les « démons rôdant la nuit ».